# Begonia hirsutula
Espèce
Synonymes
- Begonia comperei R.Wilczek[1]
- Begonia klainei Pierre ex Pellegr.[1]
- Begonia subfalcata De Wild.[1]

Begonia hirsutula est une espèce de plantes de la famille des Begoniaceae.
L'espèce fait partie de la section Scutobegonia.
Elle a été décrite en 1871 par Joseph Dalton Hooker (1817-1911).

## Répartition géographique
Cette espèce est originaire des pays suivants : Ghana ; Zaire.